# Billy Jennings
William John Jennings, conosciuto principalmente come Billy Jennings (Shoreditch, 20 febbraio 1952) è un ex calciatore inglese, di ruolo attaccante.

## Carriera
Esordisce tra i professionisti nella stagione 1970-1971 con il Watford; la sua prima presenza nel club risale al 10 aprile 1970, in una sconfitta per 2-0 contro il Manchester Utd in FA Cup; nel corso di questa sua prima stagione gioca inoltre anche 10 partite nel campionato di Second Division, in cui segna 2 gol. Nella stagione successiva, che gli Hornets terminano all'ultimo posto in classifica, gioca invece 16 partite senza mai segnare. Trascorre poi la stagione 1972-1973 come alternativa ai titolari (19 presenze di cui 9 da titolare, con 5 reti segnate) nel campionato di Third Division. Nella stagione 1973-1974 diventa invece titolare fisso, vincendo con 26 reti in 45 presenze il titolo di capocannoniere del campionato. L'anno seguente, dopo 3 giornate viene acquistato a campionato iniziato dal West Ham Utd, club di prima divisione, con cui nella stagione 1974-1975 vince la FA Cup e segna 13 reti in 32 presenze in First Division. Nella stagione 1975-1976 gioca da titolare la finale della Coppa delle Coppe 1975-1976, persa per 4-2 contro i belgi dell'Anderlecht; gioca in totale 7 partite nella competizione, segnandovi 3 reti. In campionato va invece a segno per 11 volte in 30 presenze nella First Division 1975-1976 e per 8 volte in 31 presenze nella First Division 1976-1977, per poi passare in prestito per 3 mesi ai Chicago Sting nella NASL, dove va a segno per 6 volte in 18 presenze. Torna quindi al West Ham, dove rimane per ulteriori 2 stagioni, che sono però pesantemente condizionate da un infortunio al tendine d'Achille: gioca infatti solamente 2 partite di campionato (con una rete segnata) nell'arco del biennio 1977-1979, entrambe nella First Division 1977-1978. Scende quindi di categoria accasandosi al Leyton Orient, con cui nell'arco di 3 anni (l'ultimo dei quali caratterizzato da una retrocessione) segna 21 gol in 67 partite in seconda divisione; gioca infine 2 partite (entrambe subentrando dalla panchina) con il Luton Town in prima divisione, segnandovi anche un gol: si tratta delle sue ultime partite da professionista, anche se negli anni successivi continua a giocare a livello semiprofessionistico nella Isthmian League con Dagenham, Bishop's Stortford ed Heybridge Swifts.

## Palmarès

### Club

#### Competizioni nazionali
- Coppa d'Inghilterra: 1

West Ham: 1974-1975

### Individuale
- Capocannoniere della Third Division: 1

1973-1974 (26 reti)